# Kaarantojärvi
Kaarantojärvi eller Kaartojärvi är en sjö i Finland. Den ligger i kommunen Muonio i landskapet Lappland, i den norra delen av landet, 900 km norr om huvudstaden Helsingfors. Kaarantojärvi ligger 244,1 meter över havet. Den är 1,57 meter djup. Arean är 1,87 kvadratkilometer och strandlinjen är 6,34 kilometer lång. Sjön  ingår i Torne älvs huvudavrinningsområde. 